# Flugplatz Jēkabpils

i7
i11
i13
Der Flugplatz Jēkabpils (lettisch Jēkabpils lidlauks, ICAO: EVKA, auch Flugplatz Krustpils) ist ein verlassener Militärflugplatz im Bezirk Jēkabpils nahe der nordöstlichen Grenze der Stadt Jēkabpils Ortsteil Krustpils. Am Flughafen sind rund 2000 Meter der einst 2500 m langen und 40 m breiten Landebahn erhalten geblieben.

## Geschichte

### Beginn
Ab 1919 bis zur Besetzung Lettlands fungierte der Flugplatz als Fliegerhorst Krustpils des lettischen Fliegerregiments. Am 19. August 1919 wurde der Befehl erteilt, nach Krustpils zu ziehen und dem Kommandeur der Division Kurland (lettisch Kurzeme) an der Ostfront zur Verfügung zu stehen. Die Aufgaben der lettischen Militärluftfahrt beschränkten sich damals auf Aufklärungsflüge.

### Zwischenkriegszeit

Historische Kokarde der lettischen Luftstreitkräfte (1921–1940)

In der Zwischenkriegszeit um 1935 wurden ein neuer Stahlbetonhangar und eine zweistöckige Kaserne gebaut. Vor 1939 war die Eröffnung einer staatlichen Flugverkehrslinie Riga – Krustpils – Daugavpils geplant, was jedoch nie realisiert werden konnte, da das Passagier- und Frachtaufkommen als nicht kostendeckend erschien. Nach der Besetzung Lettlands im Jahr 1940 durch die Sowjetunion wurden die Kampfflugzeuge des lettischen Fliegerregiments „Gladiator“ vom Flugplatz Rumbula (▼ deutsch Rummel, lettisch Rumbulas lidlauks) hierher versetzt.
Das Hoheitszeichen der hier stationierten lettischen Luftwaffe war von 1919 bis 1940 ein bordeauxrotes, auf die Spitze gestelltes Hakenkreuz (lettisch Ugunskrusts) auf weißem Kreisgrund. Anfangs wurde es noch entgegen dem Uhrzeigersinn dargestellt, nach 1921 dann in der anderen Richtung. Ein Zusammenhang mit dem Hakenkreuz der Nazis besteht nicht.

### Zweiter Weltkrieg
Im Zweiten Weltkrieg besetzte die Deutsche Luftwaffe zeitweise die Basis und betrieb sie als Flugplatz Jakobstadt. Die II. Gruppe des Jagdgeschwaders 5 kam Ende April 1944 hier her.
Die Sowjets hatten dort stationiert:
- Petljakow Pe-2R, 1942–1952 (R bedeutet Raswedtschik=Aufklärer, also Aufklärungsversion)
- Jakowlew Jak-9, 1940er Jahre

### Kalter Krieg
Auf der Basis waren fast nur Aufklärungseinheiten stationiert:
- Tupolew Tu-2R, 1948–1952
- Iljuschin Il-28R, 1952–1970
- Jakowlew Jak-27R, 1966–1970
- Jakowlew Jak-28R, 1970–1982?
- Jakowlew Jak-28PP, 1970er Jahre (ECM-Flugzeug zur elektronischen Kriegführung. PP steht für Postanowtschik Pomech (Störungsorganisation))
- Su-17M4R, 1982–1993
- Su-24MR, 1988–1993

Während der Sowjetzeit war es die Basis des „886. ORAP“ (886. Selbstständiges Aufklärungsfliegerregiment, russisch 886-й Сталинградский Краснознаменный отдельный разведывательный авиационный полк, 886-й ОРАП) der sowjetischen Seefliegerkräfte und wurde ab 1962 als einer der Militärflugplätze an der nordwestlichen Grenze der UdSSR genutzt. Diese Einheit war zuvor auch in Schönwalde (1945–1951), Oranienburg (1951–1952), Jüterbog-Altes Lager (1952–1953) und Neu-Welzow (1953 bis zum Juli) stationiert.
Es gab für Nachschub und Versorgung eine eigene Schienenverbindung mit Anschluss über den Bahnhof Krustpils in das sowjetische Eisenbahnnetz.

### Republik Lettland (ab 1991)
Nach dem Zusammenbruch der Sowjetunion und der Wiederherstellung der Unabhängigkeit Lettlands wurde der Flugplatz nach dem Abzug der Streitkräfte Russlands bis 1993 aufgegeben. Er blieb für Flugverkehr ungenutzt. Alle Gebäude wurden vor ihrer Abreise von den Sowjets verwüstet, was noch übrig war, wurde gestohlen. Nun unterstand der Flugplatz Jēkabpils dem Verteidigungsministerium der Republik Lettland (lettisch Aizsardzības ministrija), das ihn unverbindlich in den Besitz des Bezirks Krustpils übertrug, der ihn 1993–1999 als JSC „Jekabpils Airport“ betrieb. Im Jahr 2000 wurde das Gelände in den „Latvijas zemes fonds“ aufgenommen. Alle verbliebenen Gebäude und Kommunikationseinrichtungen, einschließlich der Munitionsdepots, Kommandopunkte, technischen und wirtschaftlichen Strukturen wurden privatisiert. 500 m Betonplatten des östlichen Teils der Landebahn wurden an die Bezirksgemeinden verteilt.
Im Jahr 2004 entdeckte die Polizei in einem der Flughafenhangars ein großes Lagerhaus mit illegalen Tabakerzeugnissen, in denen etwa 1.250.000 Päckchen Zigaretten beschlagnahmt wurden.
Um 2008 baute SIA „Saldus ceļinieks“ auf dem östlichen Flugplatzgebiet ein Asphaltbetonwerk. Auf dem weitläufigen Gelände des ehemaligen Material- und Waffenlagers im benachbarten Kazubrenči, westlich der Landebahn, ist das Holzverarbeitungsunternehmen „Dižmežs“ tätig.
Bis zum Jahr 2013 waren sieben oder acht große und mehr als zehn kleinere HAS erhalten, die inzwischen vielfach überwachsen sind.
In den letzten Jahren hat ein regionaler Fliegerclub die Start- und Landebahn auf 850 m × 17 m, einen Rollweg und einen Hangar für den Eigenbedarf restauriert.